# Settimio Bruna
Settimio Bruna (Ranzo, 26 gennaio 1892 – Imperia, 24 novembre 1984) è stato un politico italiano.

## Biografia
Viene eletto al Senato nel gruppo democristiano nella I e II legislatura.